# جائزة البرازيل الكبرى 2012
جائزة البرازيل الكبرى 2012 (بالإنجليزية: 2012 Brazilian Grand Prix)‏ هو سباق فورمولا 1 أقيم بتاريخ 25 نوفمبر 2012 في حلبة جوزيه كارلوس بيس للسيارات، البرازيل. كان العشرون من أصل 20 في بطولة العالم لسباقات الفورمولا واحد موسم 2012. حلّ البريطاني جنسن باتون أولا بينما جاء الإسباني فرناندو ألونسو في المركز الثاني وحصل على المركز الثالث البرازيلي فيليبي ماسا.